# Barriera emato-testicolare

Epitelio germinale del testicolo:
1) lamina basale.
2) spermatogoni.
3) spermatociti primari.
4) spermatociti secondari.
5) spermatidi.
6) spermatidi maturi.
7) cellule del Sertoli.
8) tight juncion o giunzioni occludens (barriera emato-testicolare).

La barriera emato-testicolare è una struttura presente nei tubuli seminiferi formata dalla cellule del Sertoli, costituita da giunzioni occludens per impedire il passaggio di molecole tra il compartimento basale e quello adluminale, condizione necessaria per il normale funzionamento dell'apparato genitale maschile.

## Funzioni
La sua funzione principale è quella di fornire una barriera ermetica per impedire il reflusso di elementi cellulari immaturi tra le due zone molto diverse tra loro (basale e adluminale). Nella zona basale troviamo spermatogoni e spermatociti primari che proliferano mitoticamente mentre nella zona adluminale troviamo spermatociti secondari o spermatidi che invece hanno iniziato il processo meiotico. Il passaggio dalla fase mitotica a quella meiotica è l'unico momento durante il quale questa barriera permette il flusso in direzione del lume del tubulo seminifero.

## Risvolti clinici
Una deficienza di questa barriera permetterebbe il reflusso delle proteine delle cellule spermatogenetiche nel flusso sanguigno che sarebbero riconosciute come non-self. Questo porterebbe alla formazione di anticorpi specifici per gli spermatozoi che porterebbe alla sterilità autoimmune.